# Renault Manoir
La Renault « Manoir » est un break dérivé de la Renault Frégate, à transmission « Transfluide », apparu en 1959. Sa carrière commerciale ne dépassa pas dix-huit mois.